# Theomorphose
Theomorphose (gr. θεός, theos (Gott); μορφή morphē (Gestalt)) bezeichnet die Umdeutung eines Elementes, Objektes oder einer Person in etwas Göttliches.
In der griechischen Antike gab es beispielsweise die Vorstellung vom Meer als dem Element des Gottes Poseidon; so wurde das Meer zur Verkörperung dieses Gottes. Auch Berge oder alleinstehende Bäume wurden zu besonderen Objekten.
Je nach Religion oder Glaube kann auch ein Mensch eine Theomorphose durchmachen – allerdings nur in den seltensten Fällen lebend.